# Assize of Arms del 1181
Assize of Arms del 1181 (Assise di corte sulle armi), è stato un proclama del re Enrico II d'Inghilterra concernente l'obbligo di certe categorie di persone di possedere armi, il loro obbligo di giurare fedeltà al re, e altre disposizioni in materia di armi, pena di "vendetta, non semplicemente sulle loro terre o beni mobili, ma sulle loro membra ".
L'assise di corte stabilisce restrizioni sulla proprietà di armi per gli ebrei, disposizioni per eredità, e divieto di esportazioni di armi, navi e legname.
Non è chiaro fino a che punto l'Assize of Arms ha contribuito a consolidare il potere reale, o come l'ordinanza è stata eseguita.
Alcuni negli Stati Uniti hanno sostenuto che questa Assise di corte in materia anche di armi è un antico diritto di detenere armi, anche se questa affermazione è contestata. La Corte Suprema degli Stati Uniti d'America per quanto riguarda questa decisione proprio nel Distretto di Columbia fa riferimento solo al Bill of Rights inglese del 1689 come precedente al riguardo.

## Contesto storico
Re Enrico II proveniva da una linea di re Normanni ed ha ereditato il trono d'Inghilterra, che era caduto nelle mani dei Normanni dopo la battaglia di Hastings nel 1066. Questo si rivelò essere l'ultima invasione straniera dell'Inghilterra che ebbe successo.
L'Inghilterra era stata una nazione unificata per breve tempo prima di questo evento. Era stata invasa con successo e conquistata con la potenza militare dall'Impero romano, con periodiche incursioni dalla Gallia, per circa 400 anni. Sono seguite periodiche ondate di invasioni dei Vichinghi. Fu alla fine del primo millennio che Inghilterra diventava unificata dall'unione di vari regni locali e sconfitta dei molti regni del Nord e dell'Inghilterra orientale pagando il Danegeld e mantenendo alcuni legami (che divennero man mano meno forti nel tempo) ai re vichinghi sul continente. Non è chiaro chi fu il primo Re d'Inghilterra prima dell'invasione normanna. Offa di Mercia e Atelstano sono candidati forti. La storia avrebbe detto Eohric come precedente alle invasioni vichinghe lungo il mare del Nord, il canale della Manica (compresa la Normandia) e il mare d'Irlanda (Irlanda e Galles). Perché i suoi stessi antenati prossimi avevano conquistato l'Inghilterra, egli era ben consapevole del potenziale di minacce esterne al suo regno, così come il rischio più comune dei diversi gruppi di appartenenza tra suoi sudditi.
L'invasione normanna del 1066 ha portato all'introduzione in Inghilterra di una forma molto strutturata del feudalesimo. Questa è stata una forte gerarchia sociale con il re al suo apice con la maggior parte delle persone che promettono fedeltà a causa di un altro nella gerarchia. Gli eserciti dei Normanni e dei Vichinghi impiegavano molto tempo a radunare uomini per i combattimenti; saccheggi e spogliazioni erano comuni tra di loro e quindi, per quanto riguardava i loro re, avevano scarsa lealtà verso di loro. I loro eserciti non corrispondevano per forza, potere e disciplina all'esercito romano che era stato costituito un migliaio di anni prima.
Il potere dei re normanni esercitato a quel tempo in Inghilterra non è stato fondato su una qualsiasi forma di esercito permanente. Se un re aveva necessità di radunare uomini in armi, spesso queste dovevano essere forze mercenarie pagate dal re o suoi seguaci. L'Assise delle armi deve essere vista in questo contesto. Anche se essa non ha creato un esercito permanente nel senso moderno, esso ha fatto stabilire condizioni che avrebbero consentito al re di richiamare una forza di combattimento in ogni momento, adeguatamente armata per mantenere l'ordine sociale all'interno del paese e per scongiurare qualsiasi minaccia esterna, e senza richiedere alcuna forma di imposizione fiscale per raggiungere questo obiettivo.